# Saint-Laurent-sur-Gorre
Saint-Laurent-sur-Gorre är en kommun i departementet Haute-Vienne i regionen Nouvelle-Aquitaine i västra Frankrike. Kommunen ligger i kantonen Saint-Laurent-sur-Gorre som tillhör arrondissementet Rochechouart. År 2022 hade Saint-Laurent-sur-Gorre 1 391 invånare.

## Befolkningsutveckling
Antalet invånare i kommunen Saint-Laurent-sur-Gorre
| Referens: INSEE |